# Літоква Томеїнг
Літоква Томеїнг (англ. Litokwa Tomeing, 14 жовтня 1939 — 12 жовтня 2020) — президент держави Маршаллові Острови в 2008—2009 роках.

## Біографія
Народився 14 жовтня 1939 року на аттолі Вотьє (група островів Ратак) у сім'ї місцевого вождя. В 1950—1954 роках вчився у католицькій початковій школі, у 1954—1957 роках у середній школі міста Маджуро. У 1970—1973 роках здобув вищу освіту в університеті Гаваїв (США). Працював учителем. З 1978 року обирався депутатом місцевого парламенту. В 1992—1995 і 2000—2008 роках — спікер парламенту Маршаллових Островів, був також міністром.
Коли Об'єднана демократична партія, до якої входив Томеїнг, перемогла на парламентських виборах, то парламент обрав його президентом Республіки Маршаллові Острови 7 січня 2008 року. Інавгурація сталась 14 січня 2008 року. Був усунутий з посади у тому ж парламенті 21 жовтня 2009 року, коли парламент висловив йому вотум недовіри (імпічмент).